# Pseudostellaria
Pseudostellaria är ett släkte av nejlikväxter. Pseudostellaria ingår i familjen nejlikväxter.

## Bildgalleri

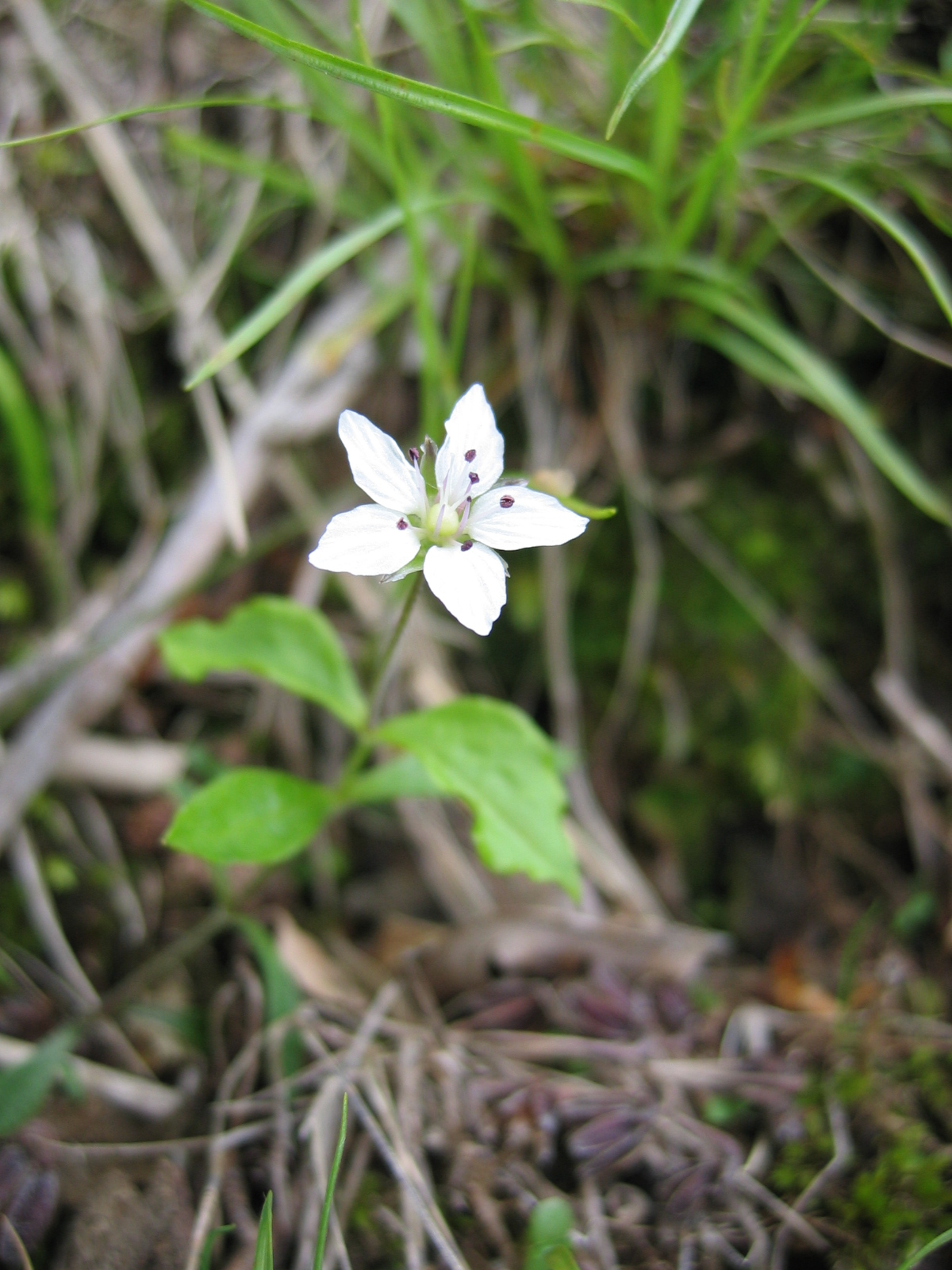
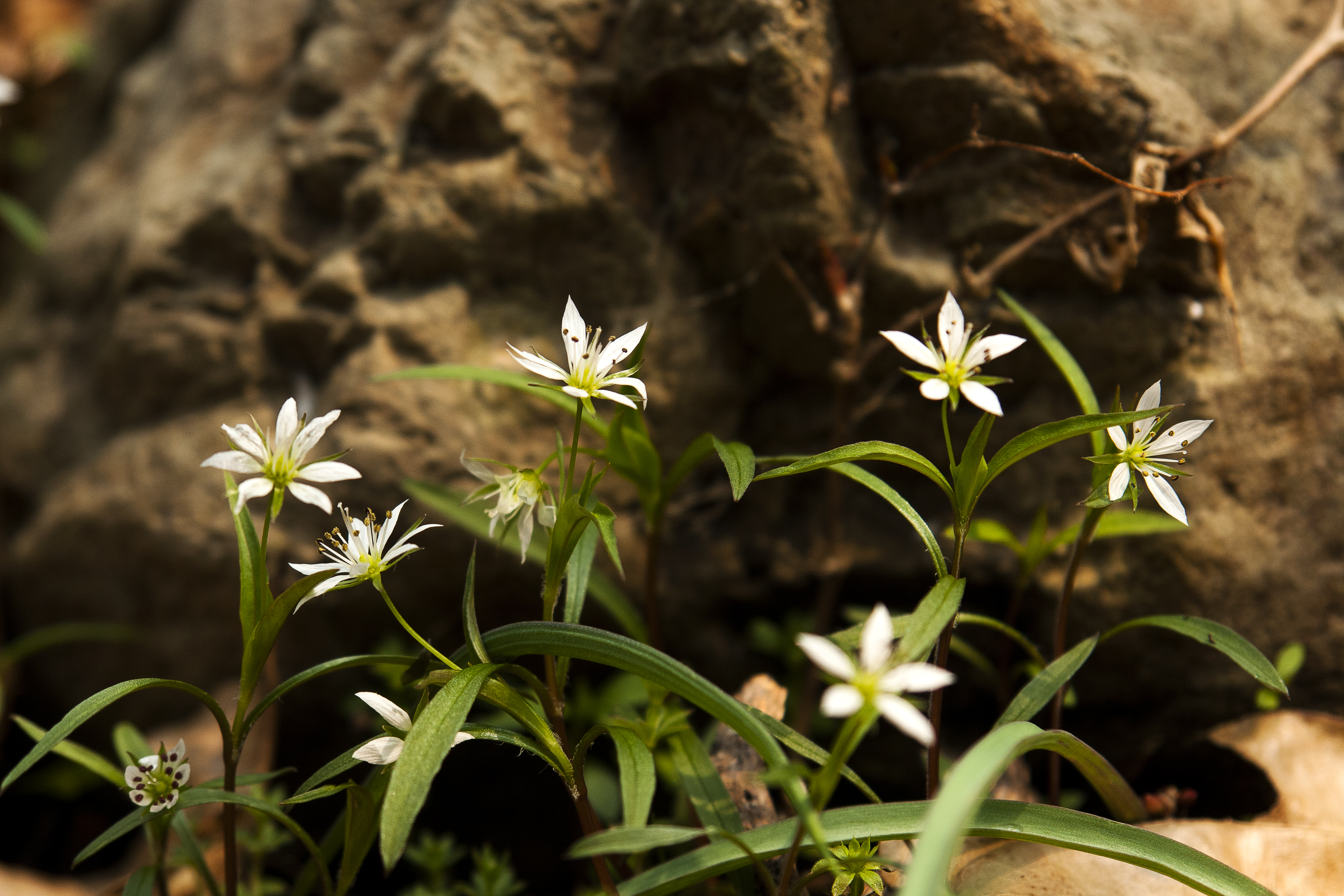
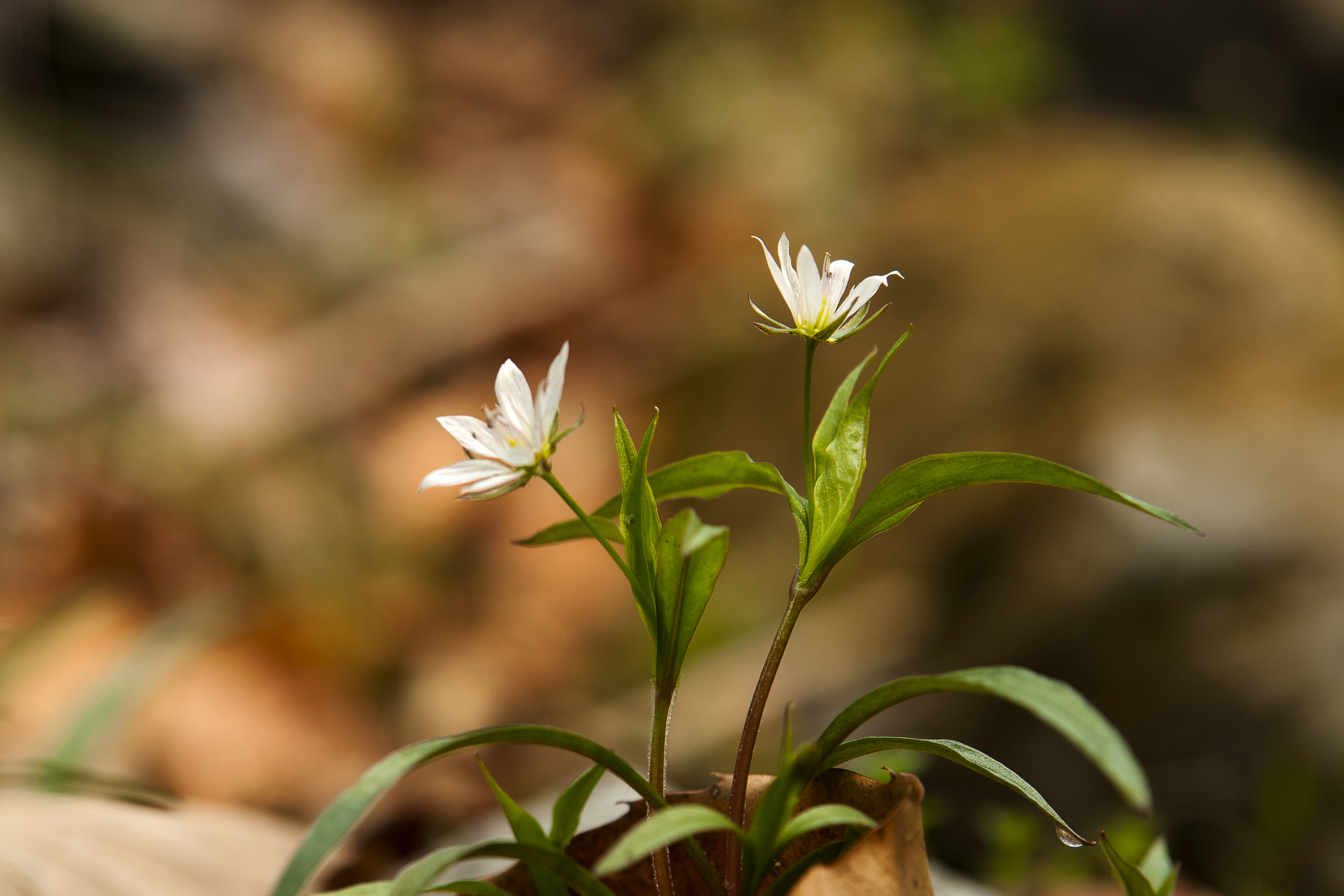
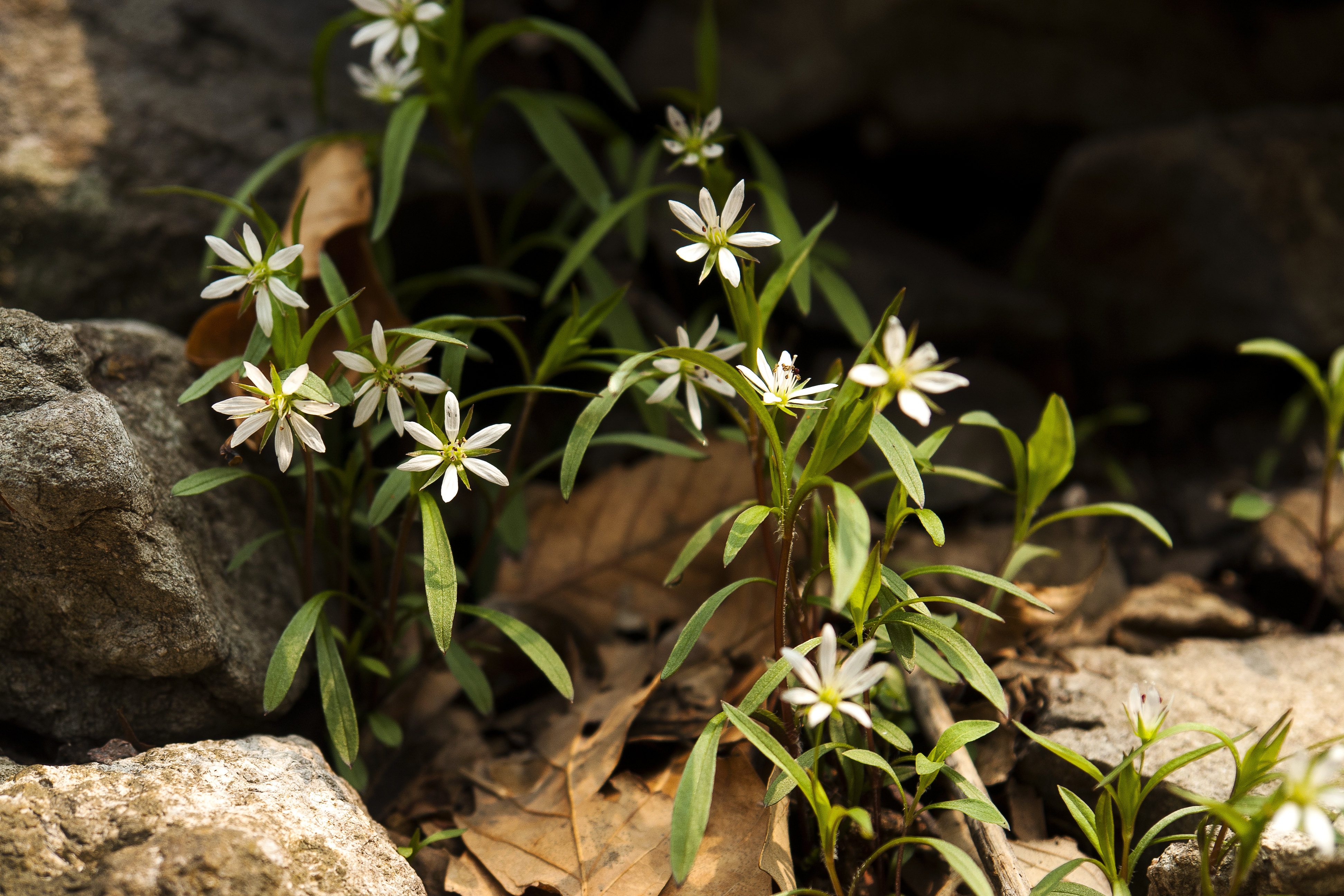
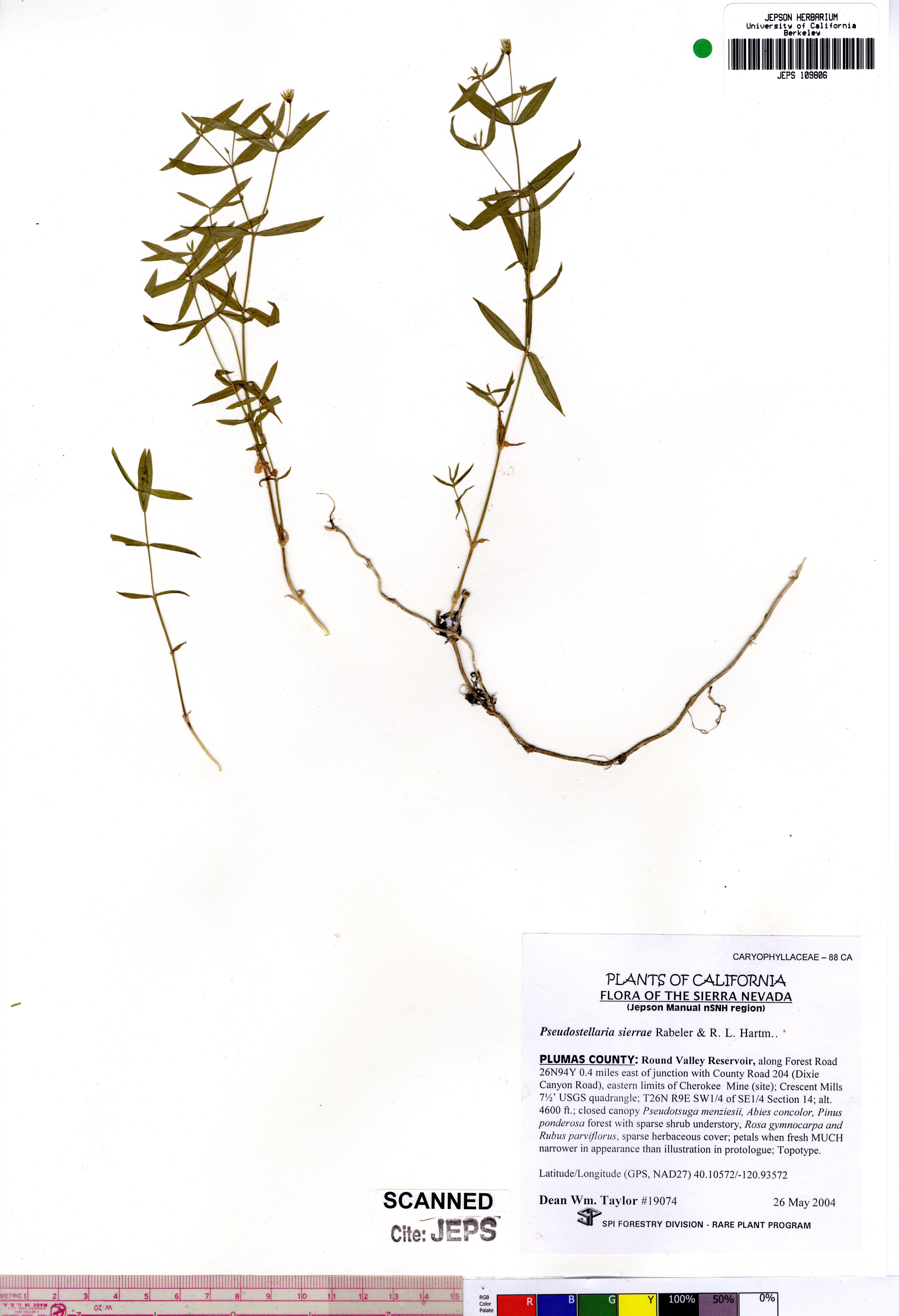
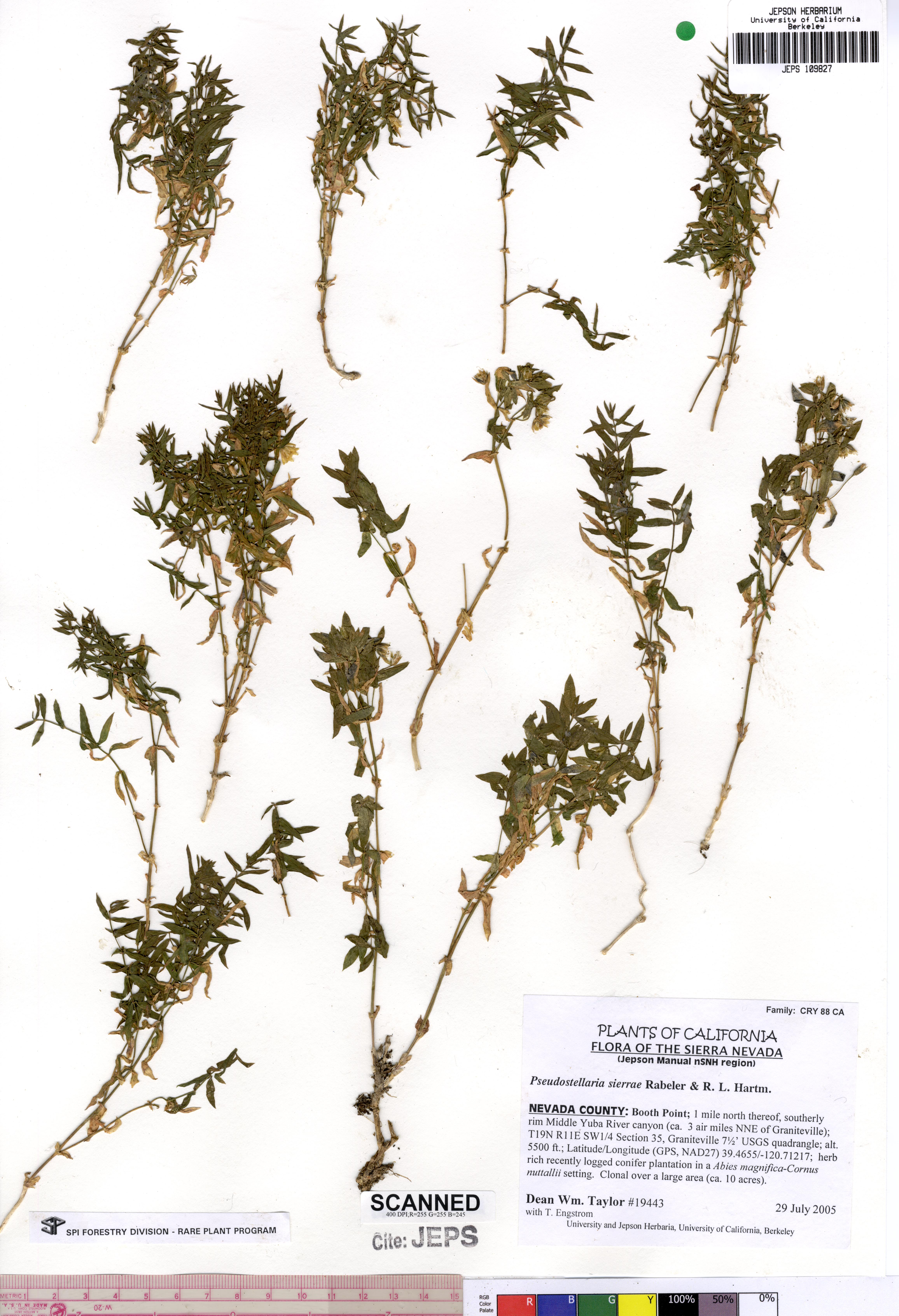

## Dottertaxa tillPseudostellaria, i alfabetisk ordning[1]
- Pseudostellaria angustifolia
- Pseudostellaria borodinii
- Pseudostellaria bulbosa
- Pseudostellaria coreana
- Pseudostellaria davidii
- Pseudostellaria ebracteata
- Pseudostellaria europaea
- Pseudostellaria helanshanensis
- Pseudostellaria heterantha
- Pseudostellaria heterophylla
- Pseudostellaria himalaica
- Pseudostellaria jamesiana
- Pseudostellaria japonica
- Pseudostellaria longipedicellata
- Pseudostellaria monantha
- Pseudostellaria multiflora
- Pseudostellaria okamotoi
- Pseudostellaria oxyphylla
- Pseudostellaria palibiniana
- Pseudostellaria polymera
- Pseudostellaria polymorpha
- Pseudostellaria retusa
- Pseudostellaria rigida
- Pseudostellaria rupestris
- Pseudostellaria setulosa
- Pseudostellaria sierrae
- Pseudostellaria sylvatica
- Pseudostellaria tianmushanensis
- Pseudostellaria tibetica
- Pseudostellaria webbiana
- Pseudostellaria zhejiangensis